# Il teatro alla moda
Il teatro alla moda è un libello satirico dove il suo autore, il compositore veneziano Benedetto Marcello (1686-1739), sfoga le proprie opinioni critiche sull'ambiente dell'opera seria italiana dei primi due decenni del XVIII secolo. Fu pubblicato anonimamente a Venezia verso la fine del 1720. Quasi tutti gli aspetti dell'opera seria e il suo ambiente sociale sono vivamente criticati da Marcello: l'artificiosità delle trame, lo stile stereotipato della musica, le scenografie stravaganti e i macchinari, l'ignoranza e la venalità dei compositori e dei poeti, la vanità e la volgarità dei cantanti, l'avidità degli impresari e l'inettitudine dei musicisti.

## L'opera
Il titolo completo è: IL TEATRO ALLA MODA - O SIA - METODO Sicuro, e facile per ben comporre, & esequire l'OPERE Italiane in Musica all'uso moderno - Nel quale - Si danno Avvertimenti utili, e necessarij à Poeti, Compositori di Musica, Musici dell'uno e dell'altro sesso, Impresarj, Suonatori, Ingegneri e Pittori di Scena, Parti buffe, Sarti, Paggi, Comparse, Suggeritori, Copisti, Protettori e MADRI di Virtuose & altre Persone appartenenti al Teatro. 
Infatti Il teatro alla moda è scritto come una serie di capitoli dove i consigli vengono ironicamente dati alle varie figure occupate nelle produzioni operistiche in modo che possano incontrare "i moderni usi" e bizzarri requisiti per gli eventi teatrali di questo genere.
Sotto il titolo, il frontespizio contiene parecchie allusioni a protagonisti ben conosciuti dei teatri veneziani dell'epoca. Per esempio, il nome dell'editore "Aldiviva Licante" si riferisce, per mezzo di anagrammi, sia al compositore d'opera Antonio Vivaldi, allora celeberrimo, sia alla cantante Caterina Canteli.
Gli altri "enigmi" citati in calce del frontespizio sono:
- BORGHI: Caterina Borghi, cantante bolognese;
- BELISANIA: Cecilia Belisani, cantante bolognese;
- STRADA: Anna Maria Strada, cantante del Duca di Colloredo, governatore di Milano;
- CORALLO: Antonia Laurenti, cantante del Re di Polonia;
- PORTA: Giovanni Porta, compositore d'opere;
- PALAZZO: Giovanni Palazzi, librettista;
- ORLANDO: Giuseppe Maria Orlandini, compositore.

Il testo de Il teatro alla moda presenta diverse peculiarità. Il punto di vista di Marcello è quello di un aristocratico che disprezza profondamente i condizionamenti di natura economica e la ricerca del successo popolare, come elementi corruttori dell'opera (che come genere non è affatto disprezzato da Marcello, che anzi si erge a difensore del teatro musicale dalle sue degenerazioni). A questo fine l'autore rappresenta in modo caricaturale una serie di elementi che erano effettivamente ben presenti nel mondo del teatro lirico, come risulta pure da altre fonti, fra cui le Memorie di Carlo Goldoni. Sul piano letterario sono particolarmente riuscite le caricature delle virtuose (ossia delle cantanti, specie quelle impegnate nei ruoli principali) e delle loro madri, con gustose tirate in dialetto. La singolare dedica "dall'auttore del libro al compositore di esso" si contrappone implicitamente all'uso, stigmatizzato nel successivo capitolo dedicato "a' Poeti", delle espressioni di subordinazione servile degli autori ai personaggi dedicatari, che pagavano le spese di stampa (mentre Benedetto Marcello, ricco patrizio veneziano, non aveva bisogno di mecenati per le sue pubblicazioni). L'immagine di un ambiente che, abbandonata ogni cura per le arti letterarie e musicali, è interamente dominato da pure preoccupazioni commerciali, raggiunge il culmine nell'ultimo capitolo, "La Riffa", di tono quasi surreale.

## Estratti
- “In primo luogo non dovrà il Poeta moderno aver letti, né leggere mai gli Autori antichi Latini o Greci. Imperciocché nemmeno gli antichi Greci o Latini hanno mai letto i moderni.”
- "Dedicando il Libro a qualche gran Personaggio cercherà che questi sia piuttosto ricco che dotto [...]. Chiuderà finalmente [la dedica] con dire, per atto di profondissima Venerazione, che bacia i Salti de' Pulci de' Piedi de' Cani di Sua Eccellenza."
- “Non dovrà il moderno compositore di musica possedere notizia veruna delle regole di ben comporre... non saprà quanti e quali siano li modi ovvero toni ...saprà poco leggere, manco scrivere, e per conseguenza non intenderà la lingua latina...”
- “Non dovrà il Virtuoso moderno aver solfeggiato, né mai solfeggiare per non cader nel pericolo di fermar la voce, d'intonar giusto, d'andar a tempo, etc,  essendo tali cose fuori affatto del moderno costume.”
- [La MADRE della VIRTUOSA] "Tornata a Casa dalle Prove dell'Opera insegnerà l'Azzione alla Virtuosa, e 'l luogo di far il Trillo nell'Arie. Riuscendo queste felicemente in Teatro, e tornando dentro la Ragazza, la bacerà in prima e gli dirà poi: «Car al mi car Zuijn, sit tant bendetta, ch't'hà pur fatt' i bj pass', e s't'in riussì a maraveja: ch'a j era quegli alter Donn, ch'i s'mursgavin l'Dida per la rabbia»[1]. Ma se qualche sera lasciasse il Trillo, non battesse il piede nella Scena di forza, etc. la sgriderà, dicendogli: «Guardà un poc' la mi Bambozza sta sira ch' t' n'ha fatt' al Tril lung, e qula gran Azzion, ti andà dentr' cm'è un Can scuttà, e nsun t'ha gnanc' ditt' Arillà»[2]".